# Finn Wolfhard
Finn Wolfhard (* 23. prosince 2002 Vancouver, Britská Kolumbie, Kanada) je kanadský herec a zpěvák. Proslavil se zejména rolí Mikea Wheelera v americkém hororovém seriálu Stranger Things. Objevil se také v Kingově filmové adaptaci To, kde ztvárnil roli Richieho Toziera.
Další rolí je Tyler, z filmu Dog Days roku 2018, či role v dramatu Goldfinch, kde se předvedl jako Boris. Kvůli roli se dokonce musel naučit mluvit s ruským přízvukem. Goldfinch, neboli Stehlík vyšel v roce 2019. V tomtéž roce hrál v adaptaci To Kapitola 2, kde se opět vynořil v partě Losers.
Kromě herectví je jeho vášní i hudba. Společně s přáteli založili teenagerovskou hudební skupinu Calpurnia. Calpurnia 8. listopadu 2019 oznámila, že jejich společný čas skončil, čili se rozpadli. Ovšem se svým blízkým kamarádem Malcolmem Craigem, který též působil v Calpurnii jako bubeník, založili další skupinu – The Aubreys. Skupina se podílela na soundtracku k filmu The Turning a v soundtracku též zazní i jejich skladba „Getting Better (otherwise)“.

## Životopis
Finn se narodil ve Vancouveru v Kanadě. Narodil se ve francouzsko-německé rodině židovského původu. V mládí navštěvoval katolickou školu. Má staršího bratra Nicka, který je rovněž hercem.

## Kariéra

### Herectví
První roli získal díky stránce Craiglist. Svůj herecký debut na televizních obrazovkách zaznamenal v roce 2014, kde se objevil v roli Zorana v seriálu The 100, následující rok následovala role Jordieho Pinskyho v seriálu Lovci duchů.
Od roku 2016 ztvárňuje jednu z hlavních rolí –⁠ Mikea Wheelera v americkém hororovém televizním seriálu Stranger Things společnosti Netflix. Za herecký výkon získal společně s ostatními herci seriálu Cenu Sdružení filmových a televizních herců za „nejlepší obsazení dramatického seriálu“.
Také si zahrál Richieho Toziera v horroru To z roku 2017, který sklidil mezi diváky výborné ohlasy.
V roce 2018 si zahrál roli Tylera v komediálním filmu Dog Days. V roce 2018 přijal roli mladého Borise Pavlikovskyho ve filmu Stehlík, kvůli kterému se musel naučit mluvit s ruským přízvukem.
V roce 2019 začal propůjčovat svůj hlas do animovaného Netflixového seriálu Carmen Sandiego. V roce 2019 se také objevil v pokračování filmu To To Kapitola 2. V roce 2021 má vyjít film Ghostbusters Afterlife, kde obsadí roli Trevora.
Finn Wolfhard se také věnuje režii, v roce 2020 natočil krátký film Night Shifts, který se promítal na mezinárodním festivalu Fantasia. Za krátký film dostal stříbrnou cenu diváků za nejlepší kanadský krátký film. Recenze na finnův krátký film byly velice dobré a zdá se, že má v roli kameramana zářivou budoucnost.

### Hudba
Od svých sedmi let se věnuje hudbě. Hraje na elektrickou kytaru a zpíval ve čtyřčlenné skupině Calpurnia, společně s dalšími třemi přáteli. Smlouvu měla skupina podepsanou se společností Royal Mountain Records ve Spojených státech a v Kanadě a se společností Transgressive Records v Evropě. Když Calpurnia ohlásila že se rozcházejí založil se svým kamarádem, kterým v Calpurnii také účinkoval, Malcolmem Craigem skupinu The Aubreys. Jejich song můžeme slyšet v The Turning - Getting Better (otherwise), kde také Finn hrál hravní roli. Nejnovější písničky jsou " Sand in My bed" a " No Offerings". "No Offerings" zpívá společně s Luna Vacation. Podle fotek na jejich oficiálním instagramovém účtu můžeme brzy očekávat další album taky i písničku.

## Filmografie

### Film
| Rok  | Název                                       | Role                    | Poznámky            |
| ---- | ------------------------------------------- | ----------------------- | ------------------- |
| 2013 | Aftermath                                   | mladý Charles           | krátkometrážní film |
| 2013 | The Resurrection                            |                         | krátkometrážní film |
| 2017 | To                                          | Richie Tozier           |                     |
| 2018 | Dog Days                                    | Tyler                   |                     |
| 2018 | Howard Lovecraft and the Kingdom of Madness | Herbert West (hlas)     |                     |
| 2019 | Stehlík                                     | mladý Boris Pavlikovsky |                     |
| 2019 | Addamsova rodina                            | Pugsley Addams (hlas)   |                     |
| 2019 | To Kapitola 2                               | Richie Tozier           |                     |
| 2020 | The Turning                                 | Miles Fairchild         |                     |
| 2020 | Omniboat: A Fast Boat Fantasia              | —                       |                     |
| 2020 | Rules for Werewolves                        | Bobert                  | krátkometrážní film |
| 2021 | Krotitelé duchů: Odkaz                      | Trevor                  |                     |
| 2022 | Pinocchio Guillerma del Tora                | Candlewick (hlas)       |                     |

### Televize
| Rok        | Název             | Role          | Poznámky                  |
| ---------- | ----------------- | ------------- | ------------------------- |
| 2014       | The 100           | Zoran         | díl: „Many Happy Returns“ |
| 2015       | Lovci duchů       | Jordie Pinsky | díl: „Thin Lizzie“        |
| 2016–dosud | Stranger Things   | Mike Wheeler  | hlavní role               |
| 2017       | Yung Math Legends | mladý Gauss   | krátkometrážní            |
| 2019       | Carmen Sandiego   | Hráč (hlas)   | 11 dílů                   |

### Internet
| Rok  | Název                 | Role     | Poznámky                                                               |
| ---- | --------------------- | -------- | ---------------------------------------------------------------------- |
| 2017 | Guest Grumps          | Sám sebe | 2 díly                                                                 |
| 2017 | SuperMega             | Sám sebe | díl: „Cooking with Finn Wolfhard“                                      |
| 2018 | Ten Minute Power Hour | Sám sebe | díl: „Yeti in my Spaghetti“                                            |
| 2019 | Brawl with the Stars  | Sám sebe | díl: „Brawl with the Stars (feat. Finn Wolfhard and Caleb McLaughlin)“ |
| 2020 | HeadGum               | Sám sebe | díl: „Off Days: Games (w/Finn Wolhard)“                                |

### Hudební videa
| Rok  | Skupina          | Píseň                   |
| ---- | ---------------- | ----------------------- |
| 2012 | Facts            | „Retro Ocean“           |
| 2012 | Hey Ocean!       | „Change“                |
| 2014 | PUP              | „Guilt Trip“            |
| 2016 | PUP              | „Sleap in a heart“      |
| 2017 | Spendtime Palace | „Sonora“                |
| 2018 | Ninja Sex Party  | „Danny Don't You Know?“ |
| 2019 | Weezer           | „Take On Me“            |

## Ocenění a nominace
| Rok  | Ocenění                                     | Kategorie | Práce           | Výsledek  |
| ---- | ------------------------------------------- | --- | --------------- | --------- |
| 2017 | Young Artist Awards                         | nejlepší výkon v digitálním/televizním seriálu nebo filmu – dospívající herec                                                                     | Stranger Things | nominace  |
| 2017 | Teen Choice Awards                          | seriálový objev roku | Stranger Things | nominace  |
| 2017 | Cena Sdružení filmových a televizních herců | nejlepší obsazení dramatického seriálu | Stranger Things | vítězství |
| 2018 | Cena Sdružení filmových a televizních herců | nejlepší obsazení dramatického seriálu | Stranger Things | nominace  |
| 2018 | MTV Movie & TV Awards                       | nejlepší polibek (sdíleno s Millie Bobby Brownová)                                                                                                | Stranger Things | nominace  |
| 2018 | MTV Movie & TV Awards                       | nejlepší seriálový tým (sdíleno se Sophiou Lillis, Jaeden Lieberher, Jackem Dylan Grazerer, Wyattem Oleffem, Jeremy Ray Taylorem a Chosen Jacobs) | To              | vítězství |
| 2018 | MTV Movie & TV Awards                       | nejlepší seriálový tým (sdíleno s Gaten Matarazzo, Calebem McLaughlinem, Noah Schnapp a Sadie Sink)                                               | Stranger Things | nominace  |
| 2018 | Teen Choice Awards                          | nejlepší seriálový herec sci-fi/fantasy | Stranger Things | nominace  |
| 2019 | Teen Choice Awards                          | nejlepší letní televizní herec | Stranger Things | nominace  |
| 2019 | People's Choice Awards                      | nejlepší televizní hvězda: muž | Stranger Things | nominace  |
| 2020 | Cena Sdružení filmových a televizních herců | nejlepší obsazení dramatického seriálu | Stranger Things | nominace  |